# José Antônio da Luz
José Antônio da Luz (Florianópolis) foi um militar brasileiro do final do período colonial, líder comunitário da Ilha de Santa Catarina, nas primeiras décadas do século XIX, que comandou a população local na resistência contra desmandos praticados por um interventor da Coroa portuguesa na região.
Filho dos imigrantes açorianos Manuel Rodrigues da Luz e Mariana Vivência da Encarnação, que se estabeleceram como agricultores em meados do século XVIII, José Antônio nasceu na Freguesia de Nossa Senhora das Necessidades, em Santo Antônio de Lisboa (Florianópolis), aclamado por seus conterrâneos como sargento-mor da milícia de Santa Catarina.
Comandou e liderou um movimento que os cronistas consideram como "o primeiro motim organizado na Ilha de Santa Catarina", tornando-se, portanto, o primeiro revolucionário da região.

## A primeira revolta da Ilha de Santa Catarina
Em 17 de junho de 1811, a Coroa havia criado o cargo de juiz de fora na Ilha de Santa Catarina. Os juízes de fora eram interventores nomeados pelo governo central, com grande poder dentro das localidades para as quais eram destinados. Nesta época o Brasil ainda não havia experimentado a clássica separação de poderes, implantada pelas revoluções liberais.
Em 17 de agosto de 1812, assumiu como primeiro juiz de fora de Nossa Senhora do Desterro o bacharel português Francisco Lourenço de Almeida. Acumulando poder, atuando como juiz municipal na vila e assumindo a presidência da Câmara Municipal, cargo que na época tinha as mesmas funções do chefe do Poder Executivo local, Francisco Lourenço começou a praticar atos abusivos, arrogantes e contrários aos interesses econômicos dos moradores da Ilha de Santa Catarina.
Entretanto, Francisco Lourenço entrou em confronto também com dom Luís Maurício Silveira que era o representante da administração político-militar portuguesa na Ilha de Santa Catarina.
De acordo com os historiadores, Francisco Lourenço de Almeida, em 15 de dezembro de 1814, como presidente da Câmara Municipal, através de um edital, impediu a entrada de gado na ilha de Santa Catarina, o que, evidentemente, beneficiava o concessionário do único açougue da vila do Desterro. Por ser o único comerciante oficialmente autorizado a abater gado na ilha, e o único a fornecer carne verde à população, o açougue podia impor preços e condições de pagamento e entrega do produto aos consumidores, segundo as suas conveniências.
Com isso, houve uma profunda insatisfação popular, pois, na hipótese de uma possível escassez do produto, os habitantes da Ilha de Santa Catarina teriam de enfrentar uma absurda elevação nos preços, sem terem a opção de comprar onde melhor lhes aprouvesse.
Em março de 1815, três meses após a publicação do referido edital, José Joaquim de Sousa, que era membro da comunidade de Santo Antônio, formalizou um requerimento ao juiz a fim de obter uma permissão para introduzir na ilha uma tropa de gado proveniente do Rio Grande do Sul. No entanto, o seu pedido foi, injustificadamente, indeferido e os animais confiscados.
A notícia fez com que a população da Ilha entrasse num verdadeiro estado de alvoroço. Foram realizadas reuniões comunitárias a fim de organizar uma mobilização social, o que veio às claras no dia 22 de março de 1815, quando cerca de 300 homens, sob o comando de José Antônio da Luz apresentaram-se defronte ao palácio do governador protestando contra os desmandos de Francisco Lourenço e pedindo a intervenção direta de D. Luís Maurício da Silveira.
Contudo, os protestos continuaram, com as características de uma revolução armada e desafiando frontalmente o interventor da Corôa, segundo narra Márcio da Luz em seus estudos:
Na noite de 23 para 24 de março, o mesmo grupo, agora acrescido de outros tantos homens, fardados de milicianos e armados, dirige-se ao continente, passando antes pela praça do palácio, com a disposição de tomar, pela força, o gado que estava em mãos dos oficiais de justiça e conduzi-lo à Ilha. Aos brados, desafiam quem vem barrar-lhes o caminho. Novo corre-corre na Vila e, como na vez anterior, a população, por curiosidade, volta a sair às ruas e faz crescer a multidão. Agora já se configurava uma revolta armada, movimento que a Vila do Desterro jamais presenciara.
Observando o expresso descontentamento popular, o governador permitiu que os revoltosos retomassem o gado das mãos dos oficiais de justiça, tendo os milicianos se comprometido em não passarem com a tropa pela vila de Nossa Senhora do Desterro, de modo que atravessaram o gado a nado do continente até à ilha.
Sentindo-se afrontado, Francisco Lourenço determinou a abertura de um processo contra os revoltosos, buscando a punição de José Antonio da Luz, entre outros milicianos. Todavia, a população toda uniu-se contra o autoritarismo praticado pelo interventor da Corôa, de modo que, com o apoio do governador, o processo tornou-se moroso e ineficiente e ninguém de fato chegou a ser julgado. Pois as intimações não eram cumpridas e os ofícios eram na prática ignorados por D. Luis Maurício.
O caso chegou à corte portuguesa, tendo então Sua Alteza Real resolvido suspender o processo, anistiando assim os primeiros revoltosos da vila de Nossa Senhora do Desterro, sem que viessem a ser promovidas novas diligências do Ouvidor da Comarca. E, depois disto, Francisco Lourenço de Almeida foi convocado a se apresentar à Secretaria de Estado dos Negócios do Brasil de onde foi determinado o seu retorno para Portugal, tendo sido nomeado presidente do Tribunal de Relação da cidade do Porto.

## Outros atos de José Antônio
Cessado o conflito, José Antonio permaneceu ainda na vida militar, obtendo várias promoções, pelo que passou de tenente ao cargo de major das milícias. Foi um homem muito estimado e respeitado pela população da vila do Desterro.
Anos mais tarde, como membro de uma comissão de prisões e hospitais, José Antônio fez uma inspeção à cadeia pública e descobriu ali sete escravos presos, entre os quais dois estariam detidos indevidamente e passando fome já que a Câmara Municipal não fornecia alimentação aos presos. Ao tomar conhecimento do fato, José Antônio, utilizando-se de seus próprios recursos, pediu que um dos carcereiros fosse buscar alimento para os escravos e tomou a iniciativa de regularizar a situação dos que estavam indevidamente mantidos no local, verificando que um seria marinheiro de Cabo Verde e o outro não recebeu nenhuma queixa do seu senhor.
Além disso, José Antônio ajudou a construir a Capela de São Sebastião, no elegante bairro da Praia de Fora (atual Avenida Beira-Mar Norte), no Desterro, doando um terreno de sua propriedade antes de seu falecimento. A obra, porém, só foi concluída por sua viúva.
Tal capela ainda existe até os dias de hoje e comemorou, em 2006, o seu sesquicentenário. 

## A vida familiar de José Antônio
José Antônio casou-se, na Igreja de Nossa Senhora das Necessidades, com Maria Joaquina da Conceição, nascida em 1776, natural da mesma Freguesia, filha do sargento-mor Custódio Teixeira Pinto, nascido e batizado na Freguesia de São Bartolomeu, pertencente ao Bispado da cidade do Porto, Portugal, e de dona Joaquina dos Passos, natural da Freguesia de Nossa Senhora das Necessidades. 
O casal teve onze filhos, entre os quais destacaram-se o deputado provincial José Maria da Luz (1806 - 1887) e o comendador João Pinto da Luz (1818 - 1866), os quais, juntamente com o outro irmão, Jacinto José da Luz (1803 - 1869), foram líderes do Partido Conservador catarinense na época imperial. 
José Antônio foi também avô do governador Hercílio Luz do almirante José Pinto da Luz, (Ministro da Marinha no governo Campos Sales), de Elesbão Pinto da Luz, (político e um dos líderes da Revolução Federalista de 1893), do marechal Francisco Carlos da Luz e do bispo Dom Eduardo da Luz Duarte Silva.